# Hato-Mera (Ort)
Hato-Mera (Hatomera, Hatumera) ist eine osttimoresische Siedlung im Suco Ainaro (Verwaltungsamt Ainaro, Gemeinde Ainaro). Sie liegt im Nordosten der Aldeia Hato-Mera in einer Meereshöhe von 1027 m. Auf der anderen Seite der Grenze zur Aldeia Nugufú liegt die gleichnamige Siedlung. In der Siedlung Hato-Mera steht eine Grundschule.

## Persönlichkeiten
- Jacob Xavier (* 1936 oder 1938 in Hato-Mera; † 2012), Politiker